# Rivière Achepabanca
Pour les articles homonymes, voir Achepabanca.
La rivière Achepabanca est un affluent de la rivière Mégiscane, coulant dans la partie nord-est du territoire de Senneterre, dans la municipalité régionale de comté (MRC) de La Vallée-de-l'Or, dans la région administrative de l’Abitibi-Témiscamingue, au Québec, au Canada.
Le cours de la rivière traverse successivement les cantons de Maricourt, Charrette, Girouard (à la limite du canton Berthelot).
La rivière Achepabanca coule entièrement en territoire forestier au nord-est de la limite réserve faunique La Vérendrye et du côté ouest du réservoir Gouin. La foresterie constitue la principale activité économique de ce bassin versant ; les activités récréotouristiques, en second. La surface de la rivière est habituellement gelée du début de décembre à la fin d’avril. Le bassin versant de la rivière Achepabanca est desservi par quelques routes forestières.

## Géographie
La rivière Achepabanca prend sa source presqu’à la limite nord de la région administrative de Abitibi-Témiscamingue, à l’embouchure du lac Machepabanca. Ce lac de tête est alimenté par de nombreux lacs qui sont tous enclavés par des montagnes dont une vingtaine de sommets varient entre 420 m et 510 m.
Cette source de la rivière est située :
- au nord de la route R0808 laquelle passe entre le lac Achepabanca et la rivière Achepabanca Nord-Est ;
- au nord de la confluence de la rivière Achepabanca avec la rivière Mégiscane ;
- au nord-est de la confluence de la rivière Mégiscane ;
- au nord-est du centre-ville de Senneterre ;
- au nord de l’arrêt ferroviaire Forsythe du chemin de fer du Canadien National.

Les principaux bassins versants voisins de la rivière Achepabanca sont :
- Côté nord : rivière au Panache, lac Jacques, lac Clavert ;
- Côté est : rivière Achepabanca Nord-Est, rivière Mégiscane, lac Berthelot, lac Machepabanca ;
- Côté sud : rivière Achepabanca Nord-Est, rivière Mégiscane, lac Berthelot ;
- Côté ouest : rivière Capousacataca, lac Charrette, lac Valets.

À partir de l’embouchure du lac Machepabanca, la rivière Achepabanca coule sur environ 22 km selon les segments suivants :

### Cours supérieur de la rivière Achepabanca
- vers l'ouest, notamment en traversant un lac (altitude : 391 m), jusqu’à sa décharge ;
- vers le nord-ouest, jusqu’à la rive sud-est de la partie nord-est du lac Achepabanca ;
- vers le sud-ouest, puis vers le sud, en traversant le lac Achepabanca (altitude : 391 m) jusqu’à sa décharge ;
- vers le sud-est, en traversant trois séries de rapides, jusqu’à la rive nord d’un lac ;

### Cours inférieur de la rivière Achepabanca
- vers le sud, en traversant un lac non identifié ;
- vers le sud, en formant une courbe vers l'ouest jusqu’à la rive nord d’un lac formé par un élargissement de la rivière ;
- vers le sud-est en traversant un lac (altitude : 390 m) formé par l’élargissement de la rivière, jusqu’à son embouchure ;
- vers le sud en traversant un petit lac non identifié (altitude : 389 m), jusqu’à la confluence de la rivière Achepabanca (venant du nord-est), soit le principal affluent de la rivière Achepabanca ;
- vers le sud, jusqu'à la confluence de la rivière[2].

La rivière Achepabanca se décharge sur la rive nord de la rivière Mégiscane. Cette dernière coule généralement vers l'ouest en formant de grands zigzags. Elle est un affluent de la rive est du lac Parent. Ce dernier se déverse dans la rivière Bell, un affluent du lac Matagami lequel se déverse à son tour dans la rivière Nottaway, un affluent de la rive sud-est de la Baie James.
Cette confluence de la rivière Achepabanca avec la rivière Mégiscane est localisée en aval des rapides Manidioc et du Lac Berthelot lequel reçoit par le nord les eaux de la rivière Macho et par le sud les eaux de la rivière Berthelot ; en amont du lac Girouard.

## Toponymie
Le toponyme « rivière Achepabanca » a été officialisé le 5 décembre 1968 à la Commission de toponymie du Québec.